# Colombiamoda

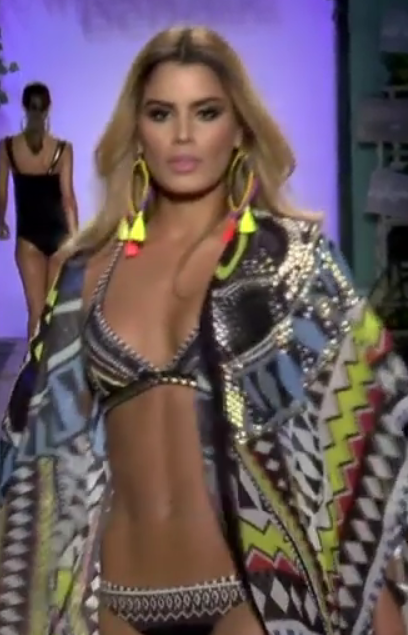
La modelo y reina de belleza Ariadna Gutiérrez desfilando en las pasarelas de Colombiamoda en 2016.

Colombiamoda es una feria de moda realizada anualmente en la ciudad de Medellín, Colombia. Inaugurada en 1990, la feria se ha convertido con el paso de los años en uno de los eventos de moda más importantes de Latinoamérica.

## Historia

### Fundación y afianzamiento
A finales de la década de 1980, Roque Ospina, Clara Echeverry y Alicia Mejía, fundaron el instituto Inexmoda, idearon un evento en el que los diseñadores de modas y empresarios del mundo textil pudieran exponer sus colecciones. Así nació Colombiamoda, cuya primera edición se realizó en 1990 en el Palacio de Exposiciones de Medellín. En esa oportunidad se reunieron alrededor de 80 expositores y cerca de diez mil visitantes. Aunque la década de 1990 fue complicada para la ciudad de Medellín por la violencia que se vivía en las calles a causa del narcotráfico, la feria siguió realizándose anualmente, atrayendo en cada edición un mayor número de visitantes. Desde su concepción tuvo la misión de impulsar la exportación de productos de los empresarios locales y de mostrar una imagen diferente de la ciudad ante el mundo.

### Actualidad
En la actualidad, Colombiamoda es uno de los eventos de moda más importantes del país cafetero, atrayendo cerca de 30 mil visitantes en cada edición y exhibiendo el trabajo de reconocidos diseñadores de diversos rincones del planeta. La edición número 30 del evento, se celebró en julio de 2019, logró reunir cerca de 70 mil asistentes y presentó, además de los habituales desfiles de pasarela, otro tipo de iniciativas como charlas, conferencias, actividades tecnológicas y shows musicales.